# Deutsche Bank Building

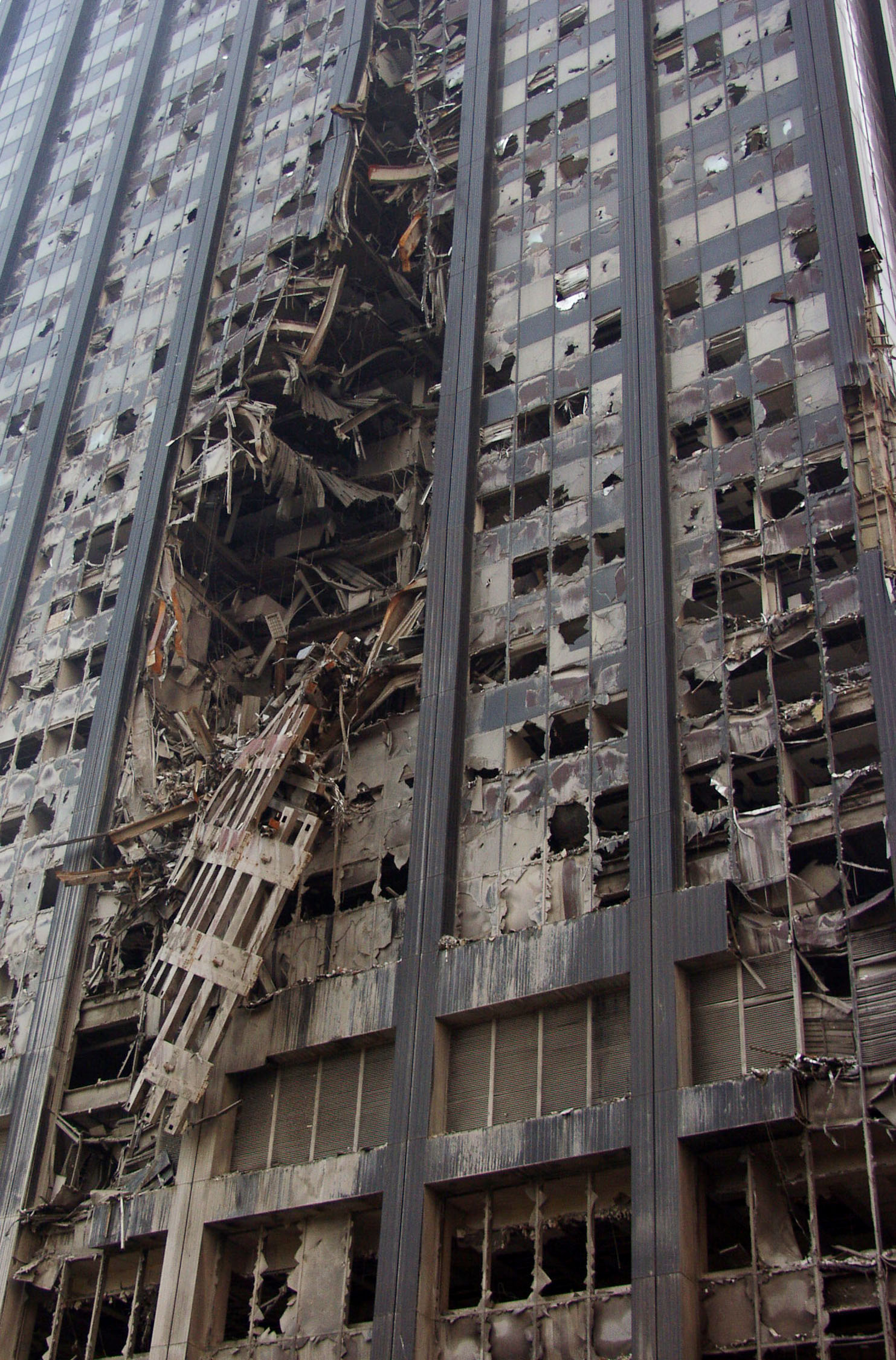
Dettaglio della facciata danneggiata.

Il Deutsche Bank Building era un grattacielo alto 158 m e di 39 piani aperto nel 1974 sotto la proprietà della Deutsche Bank e adiacente al sito delle Torri Gemelle, ma danneggiato gravemente durante l'attentato e per questo demolito tra il 2007 e il 2011. Sul luogo dove sorgeva attualmente è in costruzione il Five World Trade Center.